# Christian Frossard
Pour les articles homonymes, voir Frossard.
Christian Frossard est un kayakiste français de slalom et de descente. 
Il est médaillé d'or en kayak monoplace (K1) par équipe aux Championnats du monde de slalom 1977 à Spittal, médaillé d'or en K1 par équipe aux Championnats du monde de descente 1981 à Bala, médaillé de bronze en K1 par équipe aux Championnats du monde de descente 1983 à Merano et médaillé d'argent en K1 par équipe aux Championnats du monde de descente 1985 à Garmisch. 